# Dopingskandal Fuentes

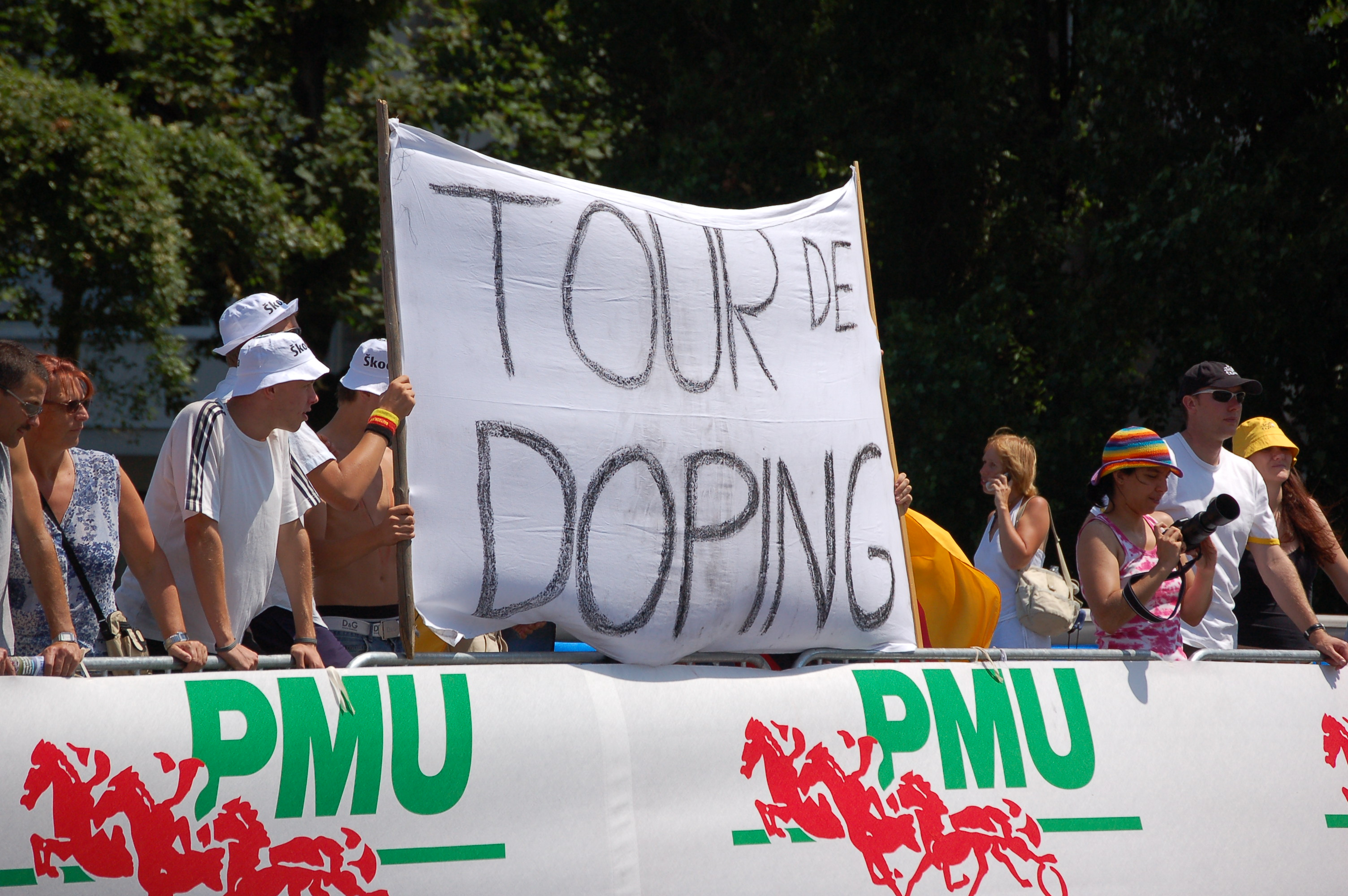
Demonstrierende Radsportfans bei der Tour de France 2006

Der Dopingskandal Fuentes (auch spanischer Dopingskandal oder nach dem Decknamen der spanischen Polizeimaßnahmen auch häufig Operación Puerto genannt) ist eine Dopingaffäre im internationalen Radsport. Der namensgebende ehemalige Teamarzt der Radsportmannschaft Liberty Seguros, Eufemiano Fuentes, verkaufte seit mindestens 2003 über ein weitläufiges Netzwerk unerlaubte, leistungssteigernde Mittel an Personen der internationalen Radsportszene.
Im Rahmen einer Razzia verhaftete die spanische Polizei am 23. Mai 2006 neben Fuentes auch den sportlichen Leiter von Liberty Seguros, Manolo Saiz und den Mediziner José Luis Merino. Sie beschlagnahmte große Mengen an Blutbeuteln und Dopingmitteln sowie eine Liste mit Codenamen, die als Pseudonyme von Radrennfahrern interpretiert wurden. Zu den verdächtigten Abnehmern zählten nach Auswertung der Liste einige der damaligen Spitzen-Radrennfahrer wie Jan Ullrich, Ivan Basso und Francisco Mancebo sowie über fünfzig weitere Radsportler. Große mediale Aufmerksamkeit erlangte der Skandal durch den Ausschluss eben jener 58 Fahrer von der Teilnahme an der Tour de France 2006, darunter der spätere zweifache Tour-Sieger Alberto Contador. In Deutschland standen vor allem die Ermittlungen der Bonner Staatsanwaltschaft gegen Jan Ullrich und seinen persönlichen Berater Rudy Pevenage im Mittelpunkt des medialen Interesses.
Im Vergleich zur Festina-Affäre von 1998 und dem systematischen EPO-Gebrauch beim Team Telekom im Laufe der 1990er Jahre ist der Fuentesskandal die umfassendste Dopingaffäre der Radsportgeschichte. Die Vorfälle schädigten das öffentliche Ansehen des Radsports nachhaltig, zumal viele Strafermittlungen gegen verdächtigte Fahrer und Funktionäre aufgrund fehlender Anti-Doping-Gesetze ergebnislos blieben und die betroffenen Radprofis ihre Karrieren ohne Beeinträchtigungen oder nach kurzfristigen Suspendierungen fortsetzen konnten.
Neben Radrennfahrern wurden auch Angehörige anderer Sportarten, insbesondere Leichtathleten und Fußballspieler, mit dem Netzwerk in Verbindung gebracht. Im Dezember 2010 erreichte die Affäre mit weiteren vierzehn Verhaftungen, darunter Marta Domínguez, die Vizepräsidentin des spanischen Leichtathletikverbandes, einen neuerlichen Höhepunkt.

## DieOperación Puerto

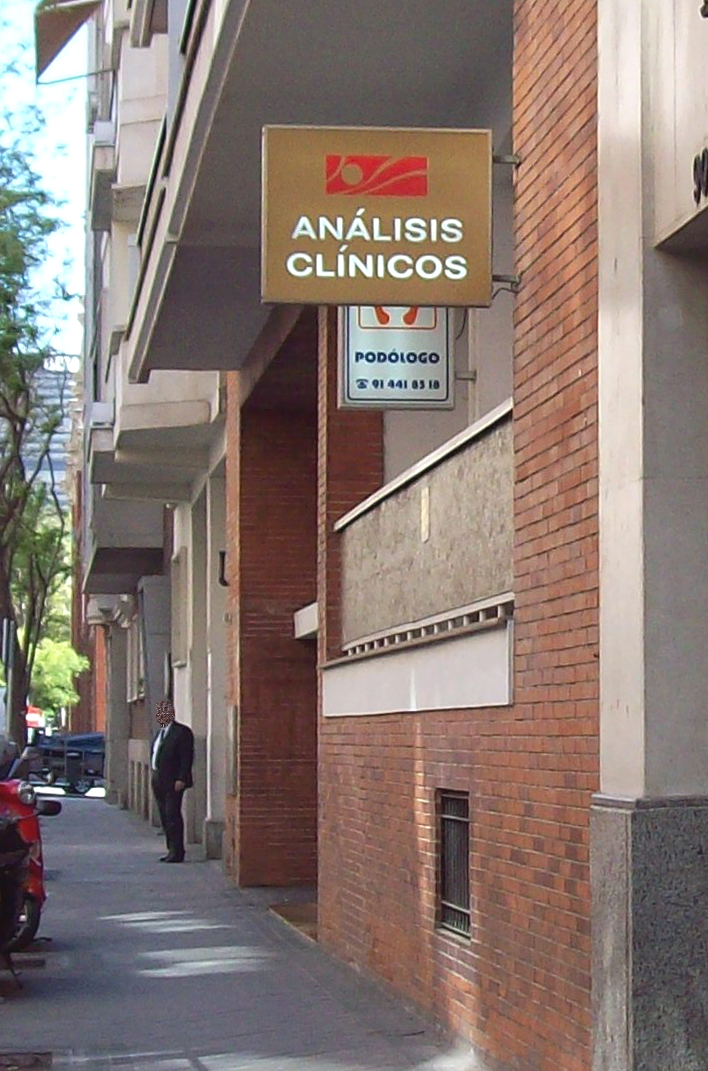
Das medizinische Labor José Luis Merino Batres’ in Madrid

Ausgangspunkt der Ermittlungen zum spanischen Dopingskandal war die Überführung des Radprofis Roberto Heras, der auf der vorletzten Etappe der Vuelta a España im September 2005 positiv auf das Dopingmittel Erythropoetin (EPO) getestet wurde. Dem Fahrer vom Team Liberty Seguros wurde der Gesamtsieg der Spanienrundfahrt daraufhin aberkannt und dem Zweitplatzierten Denis Menschow zugesprochen. Im Februar 2006 bekam die spanische Polizei Guardia Civil Hinweise auf ein umfassendes Dopingnetzwerk und startete infolgedessen die Operación Puerto („Operation Gebirgspass“ – in Anspielung auf die bei Radrennen zu befahrenden Bergpassagen). Ab sofort wurden Personen und Wohnungen beobachtet, abgehört und Videoaufnahmen gemacht.
Bereits zwei Jahre zuvor hatte Jesús Manzano in einem ausführlichen Interview mit der spanischen Zeitung As von systematischem Doping in seiner ehemaligen Mannschaft Kelme berichtet. Kelme beschäftigte zu dieser Zeit den spanischen Mediziner Eufemiano Fuentes als Teamarzt, bevor dieser für die ONCE-Mannschaft und ihren Nachfolger Liberty Seguros tätig wurde. Manzanos Beschuldigungen standen jedoch als „Racheakt“ in der Kritik.
Am 23. Mai 2006 verhaftete die Guardia Civil in einer großangelegten Dopingrazzia vorläufig fünf verdächtige Spanier, bei denen im Rahmen der Ermittlungen „typische Verhaltensweisen von Personen, die dem organisierten Verbrechen angehören,“ festgestellt wurden: Eufemiano Fuentes, Teamarzt der Mannschaft Liberty Seguros, Manolo Saiz, sportlicher Leiter dergleichen, José Luis Merino, Hämatologe und Chef eines medizinischen Labors in Madrid, José Ignacio Labarta, Vizedirektor des Teams Comunidad Valenciana (Nachfolger von Kelme), und Alberto León, ehemaliger Mountainbikefahrer. Gegen Fuentes und Merino wurden am 26. Mai Haftbefehle erlassen. Bei der Durchsuchung der Wohnungen Fuentes’ fand die Polizei über zweihundert tiefgefrorene Blut- und Plasmaproben sowie große Mengen an Medikamenten verschiedener Art. Darüber hinaus wurden Medikationspläne, Bestandslisten der Proben und andere Dokumente beschlagnahmt. Listen und Beutel waren mit Nummern und Codenamen versehen, die auf Grundlage der Ermittlungen in den Untersuchungsberichten der Polizei auf eine Reihe namhafter Radsport-Profis zurückgeführt wurden.
Fuentes, der längst als Schlüsselfigur des Skandals galt, dementierte der spanischen Zeitung El País zufolge während seiner Vernehmung, dass die Blutproben zwecks Eigenblutdopings gelagert worden waren. Vielmehr handele es sich um alte Proben, die zu privaten Analysen aufgehoben wurden. Über die spanischen Medien wurden in den Tagen nach der Razzia erste Namen verdächtiger Fahrer bekannt, darunter Ivan Basso und José Enrique Gutiérrez, Erst- bzw. Zweitplatzierter des Giro d’Italia, der in diesen Tagen zu Ende ging. Sowohl Basso als auch der ebenfalls genannte Jan Ullrich stritten jegliche Verwicklungen ab. Óscar Sevilla, bei Ullrichs Mannschaft T-Mobile unter Vertrag, räumte ein, Leistungstests bei Fuentes und Merino durchgeführt zu haben. T-Mobile forderte daraufhin seine Fahrer auf, schriftlich zu erklären, nichts mit dem aufkeimenden Skandal zu tun gehabt zu haben. Das  Team Phonak Hearing Systems suspendierte am 2. Juni 2006 mit Gutiérrez und Santiago Botero erste Fahrer, die im Rahmen der Dopingaffäre genannt wurden.

## Eklat im Vorfeld der Tour de France 2006
Als Konsequenz aus den Ergebnissen der Razzia und der polizeilichen Ermittlungen gegen Fuentes und Manolo Saiz stieg der Versicherer Liberty Seguros am 25. Mai 2006 mit sofortiger Wirkung aus dem Sponsoring des Teams aus. Die Mannschaft um den Tour-de-France-Mitfavoriten Alexander Winokurow fuhr zunächst weiter unter dem Namen des Nebensponsors Würth und ging bei der Euskal Bizikleta in weißen Trikots ohne Sponsoraufdruck an den Start. Ein Konsortium aus kasachischen Wirtschaftsunternehmen verhinderte am 3. Juni durch die Nachfolge als Hauptsponsor die Auflösung der ehemaligen Liberty-Seguros-Mannschaft. Mit der Erteilung einer ProTour-Lizenz durch den Weltverband UCI am 22. Juni war das Team Astana-Würth (nach dem Namen der kasachischen Hauptstadt) startberechtigt für die Tour de France. Bereits am 8. Juni hatte Manolo Saiz dem Druck der Mannschafts-Vereinigung AIGCP nachgegeben und war von seinen Ämtern in diversen internationalen Gremien und als Sportlicher Leiter seines Teams zurückgetreten. In letzterer Position ersetzte ihn Pablo Anton.
Das Continental-Team Comunidad Valenciana wurde am 13. Juni aufgrund von Verstrickungen in den Dopingskandal von den Veranstaltern der Tour de France ausgeladen. Gleichsam wurden Stimmen laut, Astana-Würth ebenfalls von der Tour, die am 1. Juli beginnen würde, auszuschließen. Eine Woche später nahm das Team T-Mobile Jan Ullrich und Óscar Sevilla trotz gegen sie ausgesprochener Verdächtigungen ins Tour-Aufgebot.
Am 25. Juni 2006 berichtete El País, dass mindestens 58 Profi-Radrennfahrer in die Dopingaffäre verwickelt seien, wie die spanische Polizei aus dem sichergestellten Beweismaterial geschlossen habe. Aus Protest gegen diese Berichterstattung boykottierten die spanischen Rennfahrer ihre nationale Meisterschaft. Währenddessen forderte die Tour-de-France-Organisation ASO die Mannschaft Astana-Würth auf, nicht bei der Tour zu starten. Im Gegensatz zum Continental-Team Comunidad Valenciana war der Ausschluss einer ProTour-Mannschaft nicht direkt durch die Rennveranstalter möglich. Sollte sich das in die Dopingaffäre verstrickte Team weigern, würde die ASO vor den internationalen Sportgerichtshof ziehen. Dahingegen gab die Tour-Organisation Jan Ullrich am 27. Juni grünes Licht für den Tour-Start, da keine stichhaltigen Beweise gegen ihn vorlägen.
In einem Eilverfahren lehnte der Internationale Sportgerichtshof (CAS) am 29. Juni die Klage der ASO gegen den Start von Astana-Würth aus Mangel an Beweisen ab. Der spanische Radiosender Cadena SER berichtete unterdessen, dass die 58 Fahrer auf „Fuentes’ Dopingliste“ identifiziert worden seien. Unter ihnen befänden sich, wie bereits vermutet, die Tourfavoriten Jan Ullrich und Ivan Basso. Ullrichs Mannschaft T-Mobile forderte Einsicht in den Untersuchungsbericht der Guardia Civil.
Mit der Veröffentlichung der Klarnamen aller 58 Radprofis erreichte der Skandal am 30. Juni 2006, einen Tag vor Start der Tour de France, seinen vorläufigen Höhepunkt. Zu den Beschuldigten gehörten neben Ivan Basso und Jan Ullrich auch Francisco Mancebo und Juan Antonio Flecha. Die Tour-Organisation und die Sportlichen Leiter verständigten sich darauf, dass alle beschuldigten Fahrer von der Tour zurückgezogen und nicht durch Nachnominierungen ersetzt würden. Nach der Aufhebung der Informationssperre erhielt das Team T-Mobile Akteneinsicht bei der spanischen Justiz und suspendierte daraufhin Jan Ullrich, Óscar Sevilla und den Sportlichen Leiter Rudy Pevenage, da die Unterlagen aus Spanien Zweifel an der Glaubwürdigkeit der drei Teammitglieder aufwarfen. Ebenso wurde Ivan Basso von seiner Mannschaft CSC suspendiert. Mancebo beendete nach seiner Suspendierung durch das französische Team ag2r Prévoyance mit sofortiger Wirkung seine Karriere.
Da mit Sérgio Paulinho, Allan Davis, Joseba Beloki, dem Deutschen Jörg Jaksche und dem späteren mehrfachen Toursieger Alberto Contador fünf von neun Startern des Astana-Würth-Teams ausgeschlossen worden waren, verlor es seine Startberechtigung. Alexander Winokurow, Kapitän der Mannschaft und selbst nicht unter den Beschuldigten, musste seine Favoritenrolle aufgeben. Die Tour de France 2006, die nach dem Karriereende des dominierenden Lance Armstrong einen Schlagabtausch der „ewigen Zweiten“ versprochen hatte, startete am 1. Juli ohne ihre Hauptanwärter auf den Gesamtsieg, den letztendlich Floyd Landis – ebenfalls unter Einsatz unlauterer Mittel – einholte. Am 3. Juli 2006 beendete Astanas Co-Sponsor Würth mit sofortiger Wirkung sein Engagement.

## Strafverfahren gegen Eufemiano Fuentes

### Prozesseröffnung in Madrid
Eufemiano Fuentes, der ebenso wie José Luis Merino gegen eine Kaution von 120.000 Euro aus der Haft entlassen worden war, äußerte sich am 5. Juli 2006 im Madrider Radiosender Cadena SER zu den Vorfällen und die gegen ihn erhobenen Anschuldigungen. Er deutete an, dass weitere Radfahrer und andere Sportler in den Skandal verwickelt seien: „Namen, die auftauchen müssten, wurden noch nicht genannt, ich weiß nicht warum.“ Fuentes rechtfertigte seine Dopingpraktiken, die er nicht zu leugnen versuchte, als Maßnahmen im Interesse der Gesundheit der Sportler. Hochleistungssport sei nicht gesund, Medikamente wie EPO seien erforderlich, um bei Belastungen wie einer dreiwöchigen Rundfahrt die Gesundheit des Sportlers zu gewährleisten. Er betonte, dass er nicht zögern würde, seiner Frau, der Leichtathletin Cristina Pérez, EPO zu verabreichen, wenn es „die Gesundheit erfordere“.
Der strafrechtliche Prozess gegen Fuentes begann am 20. Juli in Madrid unter dem Vorsitz von Antonio Serrano. In Spanien gab es zum Zeitpunkt der Operación Puerto kein Anti-Doping-Gesetz, daher hatte Fuentes zunächst nur mit einer Anklage wegen „Schädigung der öffentlichen Gesundheit“, also einem Verstoß gegen das Gesundheitsgesetz, zu rechnen. Gleichsam gab das Gericht bekannt, dass gegen die verdächtigten Sportler voraussichtlich keine Gerichtsverfahren eingeleitet würden und man sie höchstens als Zeugen im Fall Fuentes vorladen könnte. Eine Verurteilung unter diesen Gesichtspunkten wurde schon zu Beginn des Verfahrens von einigen Experten als wenig aussichtsreich kritisiert.

### Dopingnetzwerk in Deutschland
Am 31. Juli 2006 berichtete El País, das spanische Dopingnetzwerk habe illegale leistungssteigernde Mittel aus Deutschland bezogen. Fuentes’ Lieferant, ein Arzt aus einer nicht genannten deutschen Kleinstadt, vertrieb eine bevorzugte, da kaum nachweisbare EPO-Variante. Eventuell stelle der Mediziner die Brücke zwischen Fuentes und dem kürzlich positiv getesteten Tour-de-France-Sieger Floyd Landis dar, schrieb die Zeitung weiter. Landis hatte sich eine Woche zuvor in Deutschland behandeln lassen.
Die Identität des Arztes wurde den Medien am 17. August bekannt. Laut Recherchen der ARD handelte es sich um den Narkosearzt Markus Choina aus Bad Sachsa in Niedersachsen. Choina war als Chefarzt in der Helios Klinik Bleicherode beschäftigt. Nach Aussage des ARD-Dopingexperten Hajo Seppelt gebe es in Deutschland, analog zu Spanien, einen Ring aus dopinghandelnden Ärzten. Choina hatte aus ungeklärter Quelle Medikamente zu Dopingzwecken beschafft. Diese sollen über Ignacio Labarta – allem Anschein nach die Schnittstelle zwischen den Netzwerken in Deutschland und Spanien – auf die iberische Halbinsel gebracht worden sein. Zu den dortigen Abnehmern zählte unter anderem Fuentes’ Ehefrau Cristina Pérez. Bei der Razzia im Mai 2006 sei Synacthen aus deutscher Produktion im Kofferraum von Manolo Saiz gefunden worden.
Bei der Durchsuchung von Choinas Haus und Arbeitsplatz seien belastende Hinweise gefunden worden, ging aus Berichten des Bundeskriminalamtes und der Staatsanwaltschaft Göttingen hervor. Letztere hatte ein Ermittlungsverfahren wegen Verstoßes gegen das Arzneimittelgesetz gegen den Arzt eröffnet. Bereits am 12. August 2006 hatte der Biologe und Dopingexperte Werner Franke Strafanzeige wegen Körperverletzung gegen unbekannt gestellt, als bekannt wurde, dass es bei den Lieferungen unter anderem um Synacthen ging. Das Medikament zur Behandlung von Multipler Sklerose kann zu Schockzuständen bei Asthmatikern führen. Asthma ist unter Radsportlern weit verbreitet.
Laut einer Reportage im Stern vom 30. August 2006 war Choina tiefer in die Affäre verwickelt als zunächst angenommen. Statt lediglich als Zulieferer zu fungieren, soll der deutsche Arzt auch Blutkonserven aus Spanien erhalten haben. Jesús Manzano, der bereits im Jahr 2004 Anstoß zu Ermittlungen gegen Fuentes gegeben hatte, meldete sich abermals zu Wort. Er habe Choina schon vier Jahre zuvor bei Fuentes in Madrid getroffen. Manzano litt lange Zeit unter gesundheitlichen Problemen, die er auf die Verabreichung von EPO zurückführte.
Nach Informationen der ARD verlagerte Fuentes nach Bekanntwerden des Skandals im Juni 2006 seine Dopingpraxen nach Deutschland. In den Räumen eines Hamburger Hotels und einem Apartment fanden im Sommer Blutentnahmen bei Radsportlern statt. Auf einem von der Polizei sichergestellten Dokument war von den „Zimmern Deutschland und Frankreich“ die Rede, was laut der ARD für eine Verlagerung der Dopingpraktiken von Madrid ins europäische Ausland sprach.

### Kein Vorankommen im Fuentes-Fall
Durch einen Beschluss eines vertretenden Richters wurde die Verwendung der Ermittlungsakten der Operación Puerto bis zur Urteilsfindung im Fall Fuentes auf strafrechtliche Verfahren beschränkt. Der spanische und ebenso der italienische Radsportverband waren daher gezwungen, die Disziplinarverfahren gegenüber 30 spanisch- bzw. italienischstämmigen Fahrern Ende Oktober 2006 vorläufig einzustellen. Die spanischen Medien reagierten mit Unverständnis. So schrieb El Mundo, der Prozess breche wie ein Kartenhaus in sich zusammen. El País resignierte: „Die Operación Puerto ist zu einem Synonym geworden für Unfähigkeit, Chaos, Verschleppungstaktiken und juristisches Geplänkel.“ Serrano revidierte die Entscheidung seines Vertreters später teilweise und gab jene Ergebnisse, die nicht auf Video- und Telefonmitschnitten beruhten, wieder zur Verwendung durch die nationalen Sportverbände frei.
Auch das sportrechtliche Verfahren gegen Manolo Saiz wurde zu diesem Zeitpunkt vorerst eingestellt. Saiz versuchte nach seinem Rücktritt als sportlicher Leiter von Liberty Seguros unter Protesten der Mannschaftsvereinigung AIGCP ins Radsportmanagement zurückzukehren. Durch die Verweigerung einer ProTour-Lizenz für Saiz’ geplante Neubildung einer Mannschaft verhinderte der Weltradsportverband (UCI) dies. Jesús Manzano streute unterdessen Gerüchte über ein Schweigegeld in Höhe von 180.000 Euro, das Saiz ihm für die Rücknahme seiner Äußerungen zum Dopingnetzwerk um Fuentes geboten hatte.
Im November 2006 wies ein offizielles Anti-Doping-Labor in Barcelona Spuren des Dopingmittels EPO in acht Blutbeuteln nach, die bei der Razzia im Mai sichergestellt wurden. Serrano forderte daraufhin ein toxikologisches Gutachten an, durch das festgestellt werden sollte, ob und inwiefern EPO gesundheitliche Schäden allgemein und im Speziellen bei Radsportlern hervorrufen kann.
Der spanische Gerichtshof begann am 11. Dezember mit der Zeugenvernehmung der involvierten Radprofis. Die ersten Befragungen von Alberto Contador und Jesús Hernández brachten jedoch keine neuen Hinweise, da beide Kontakte zu Fuentes und wissentlichen Dopinggebrauch verneinten. Die spanische Zeitung ABC berichtete am 10. Januar 2007, Fuentes hätte von seinen Kunden neben einem festgelegten Honorar auch Prämien von bis zu 50.000 Euro für aus der Behandlung resultierende Rennsiege verlangt. Am 12. Januar wurde in einer Sitzung der Internationalen Vereinigung der ProTeams (IPCT) beschlossen, enger mit den spanischen Ermittlern im Dopingskandal Fuentes zusammenzuarbeiten. Unter anderem erklärten sich die Teams bereit, von Fahrern, die in den Skandal verwickelt waren, DNA-Proben zur Verfügung zu stellen. Dazu kam es jedoch in diesem Umfang nicht.
Antonio Serrano stellte das Verfahren gegen Eufemiano Fuentes Anfang März 2007 aus Mangel an Beweisen ein. Die profitorientierten Dopingpraktiken des Madrider Arztes und seines Umfeldes seien zwar bewiesen, in Spanien aber erst seit Inkrafttreten des neuen Anti-Doping-Gesetzes zu Jahresbeginn strafrechtlich verfolgbar. Da eine gesundheitsschädigende Wirkung von EPO und ähnlicher Medikation nicht nachgewiesen wurde, lag zum Zeitpunkt der Anklage kein gesetzlicher Verstoß vor. Pat McQuaid, Präsident der UCI, forderte nun die Freigabe der Ermittlungsakten und kündigte die Wiederaufnahme sportrechtlicher Verfahren gegen die beschuldigten Radfahrer an. Fahrer und Mannschaften protestierten am 12. März 2007, zum Auftakt von Paris–Nizza, gegen die Einstellung der Ermittlungen. Der Mannschaftsverband wies auf den Ethikkodex der ProTeams hin und unterstützte die Forderungen McQuaids.
Die Madrider Staatsanwaltschaft legte am 14. März Einspruch gegen die Entscheidung Serranos ein. Die El País titelte am 20. März, das Verfahren sei vorschnell beendet worden. Serrano wurden falsche Handlungsweisen im Fall Fuentes unterstellt. Die im Jahr 2006 angeordneten Abhörungen und Hausdurchsuchungen seien nur mit dem Verdacht auf Straftaten zu rechtfertigen gewesen, was der jetzigen Einstellung des Strafverfahrens widerspräche und so eine unrechtmäßige Beschränkung der Bürgerrechte bedeutet hätte. Da Eigenblutdoping in der Weise, wie von Fuentes praktiziert, kaum nachzuweisen sei, vermutete die El País die Verwechslung der injizierten Blutbeutel von Santiago Pérez und Tyler Hamilton, die im Jahr 2004 des Dopings überführt worden waren. Ebenso sei der positive Test von Roberto Heras ein Hinweis auf verunreinigtes Eigenblut. In beiden Fällen wären die gesundheitlichen Risiken hoch genug für eine Verurteilung im Sinne der Anklage. Die Welt-Antidoping-Agentur (WADA) bat um Einsicht in die Ermittlungsberichte, um selbst in der Affäre ermitteln zu können.
Laut Pat McQuaid nahm Eufemiano Fuentes unmittelbar nach der Einstellung des Verfahrens seine Tätigkeiten wieder auf. Die Verantwortlichen der Profi-Radsportmannschaften schickten Ende April 2007 eine hochrangige Delegation aus Mannschaftsvertretern, Rennorganisatoren und UCI-Funktionären nach Madrid, um sich in einem Gespräch mit dem spanischen Sportminister Jaime Lissavetzky medienwirksam für eine Aufklärung durch die Behörden im Dopingskandal Fuentes einzusetzen.
Im Februar 2008 wurde dem Einspruch der Madrider Staatsanwaltschaft stattgegeben, woraufhin Antonio Serrano die gesundheitsschädigende Wirkung der von Fuentes vertriebenen Mittel nochmals prüfen ließ. Erneut konnte der beauftragte Gutachter eine solche Wirkung nicht feststellen. Auch hier griff das neue Anti-Doping-Gesetz Spaniens nicht rückwirkend, sodass Serrano das Verfahren im Oktober 2008 erneut einstellte.

## Überführung einzelner Beteiligter

### Jan Ullrich

#### Suspendierung und Entlassung durch T-Mobile
Der Deutsche Radprofi Jan Ullrich, der 2006 beim Team T-Mobile unter Vertrag stand, wurde am 25. Mai 2006 als einer der ersten Fahrer mit der Dopingaffäre in Verbindung gebracht. Er dementierte – ebenso wie der Italiener Ivan Basso noch am selben Tag – eine Verstrickung. In den spanischen Medien hieß es, der Mediziner Luigi Cecchini solle als Mitglied von Ullrichs Betreuerteam mit Fuentes in Verbindung gestanden haben. T-Mobile ließ jedoch verlauten, dass Cecchini nicht für die medizinische Betreuung Ullrichs zuständig sei. Auf den bei Fuentes beschlagnahmten Listen fanden sich die zwei Codenamen „Jan“ und „Hijo Rudicio“ („Rudis Sohn“), die auf Jan Ullrich und seinen langjährigen Betreuer Rudy Pevenage schließen ließen. Ullrich wies die Anschuldigungen der El País am 26. Juni als „Spekulationen einer spanischen Tageszeitung“ zurück und schaltete einen Anwalt ein.
Nach der Suspendierung Ullrichs am 30. Juni 2006 beteuerte dieser weiterhin seine Unschuld und zog sich auf seinen Wohnsitz im Schweizer Scherzingen zurück. Die französische Sportzeitung L’Équipe berichtete neben Blutdoping von Wachstumshormonen und Testosteron, die Ullrich laut polizeilichen Ermittlungen eingenommen haben soll. Im Rahmen der Operación Puerto dokumentierte SMS-Texte zwischen Pevenage und Fuentes verstärkten den Verdacht gegen den Deutschen. Ullrich wurde von mehreren Seiten nahegelegt, seine Unschuld über einen DNS-Abgleich zu beweisen.
In seiner Ausgabe vom 10. Juli 2006 offenbarte Der Spiegel ebenso wie die Süddeutsche Zeitung einen weiteren Codenamen Ullrichs, der aus den polizeilichen Untersuchungen der Fuentes-Listen hervorginge. Aufgrund eines Telefongesprächs zwischen Pevenage und Fuentes vom 18. Mai 2006, in dem Ullrichs Berater vom Sieg der „dritten Person“ gesprochen hatte, sei das Pseudonym eindeutig Ullrich zuzuordnen; Ullrich hatte an diesem Tag überraschend ein Zeitfahren beim Giro d’Italia gewonnen. Zwei Tage später hatte Pevenage unter diesem Pseudonym telefonisch eine neuerliche Verabreichung von Eigenblut bestellt. Dies war bis dahin die belastendste Verbindung zwischen dem Radprofi und Fuentes. Rudy Pevenage wurde daraufhin von T-Mobile entlassen. Obwohl zu diesem Zeitpunkt viele Zeitungen Ullrichs Dopingvergehen als bewiesen ansahen, hielt die Mannschaft vorerst an ihm fest, legte ihm aber nahe, sich zu den Anschuldigungen zu äußern und seine Unschuld zu beweisen.
Die Süddeutsche Zeitung berichtete am 14. Juli, die bei Fuentes sichergestellten Dokumente enthielten einen mit „Jan“ überschriebenen Medikationsplan für die erste Woche der Tour de France 2005. Über sechs Tage hinweg sollten unter anderem die verbotenen Substanzen Insulin, Cortison und Testosteron verabreicht werden. Ullrich, dem nach Ablauf einer zweiwöchigen Frist die Kündigung durch seine Mannschaft drohte, äußerte sich am 17. Juli in einer kurzen Stellungnahme: „In einem Rechtsstaat gilt nicht nur für mich, sondern für jeden anderen Menschen auch die Unschuldsvermutung, bis das Gegenteil bewiesen wurde.“ Seine Anwälte hätten ihm von einem DNS-Abgleich abgeraten und Verbindung zu den spanischen Behörden aufgenommen. Christian Frommert, Sprecher des Teams T-Mobile, forderte weiter einen eindeutigen Unschuldsbeweis und berief sich dabei auf Ullrichs Ankündigung eines solchen nach seinem Ausschluss von der Tour de France. Ullrichs Anwälte hätten in ihrer Stellungnahme an die Teamleitung verlauten lassen, dass weiterhin keine schlüssigen Anklagepunkte gegen Ullrich vorlägen und daher vertraglich kein Unschuldsnachweis zu erbringen sei.
Am 21. Juli 2006 kündigte die Olaf Ludwig Cycling GmbH, Betreiber des Teams T-Mobile, Jan Ullrich und Óscar Sevilla. Frommert räumte ein, dass der Teamleitung keine positiven Dopingtests vorlägen, es hätte aber eine Entscheidung getroffen werden müssen. Angesprochen auf die von Ullrich geforderte Unschuldsvermutung sagte Frommert: „[…] der Sport, insbesondere der Radsport, hat sich eigenen ethischen und moralischen Regeln verpflichtet, die auch in den Verträgen der Fahrer dokumentiert sind.“ Ullrich, der mittlerweile seine Teilnahmen an allen Rennen abgesagt hatte, und sein Manager Wolfgang Strohband kündigten juristische Schritte gegen die Entlassung an. Ullrich bekräftigte seine Missbilligung gegenüber dem Rauswurf in einem großen Interview mit der Schweizer Boulevardzeitung Blick in der Ausgabe vom 25. Juli und fügte hinzu: „Ich muss doch nicht meine Unschuld beweisen. Es ist menschenunwürdig, wenn ich einen Gentest abgeben muss. Ich bin Radprofi und doch kein Mörder oder Verbrecher.“ Am gleichen Tag fand ein Treffen zwischen Ullrich und Olaf Ludwig, Leiter des Teams T-Mobile, statt. Ludwig räumte dem Radprofi Chancen auf einen Wiedereinstieg in die Mannschaft ein, sollte dieser den anhaltenden Forderungen nach einem Unschuldsbeweis nachkommen.
Am 27. August 2006 ließ Ullrich auf seiner Homepage verlauten, er habe sich mit T-Mobile auf eine vorzeitige einvernehmliche Beendigung des Fahrervertrages verständigt.

#### Ermittlungen der Bonner Staatsanwaltschaft
Anfang August erhob der deutsche Biologe Werner Franke weitere Anschuldigungen gegen Ullrich. Franke galt durch sein wesentliches Zutun an der Aufdeckung systematischen Dopings in der ehemaligen DDR als Dopingexperte. Im Regionalfernsehsender Rhein-Main-TV erklärte er am 3. August, nach Einsicht in die Ermittlungsakten der Guardia Civil beliefen sich Ullrichs Ausgaben für leistungssteigernde Mittel auf etwa 35.000 Euro innerhalb eines Jahres. Der Sportler sei dem Einfluss schlechter Ratgeber erlegen. Ullrich wehrte sich laut Berichten der Bild mit den Worten: „So einen Blödsinn habe ich schon lange nicht mehr gehört.“ Franke unterstrich als Reaktion seine Vorwürfe: „Drei voneinander unabhängige Beweise wurden geführt. […] Wer bestreitet, dass Jan Ullrich bei Fuentes Kunde war, macht sich lächerlich.“
Diese von den deutschen Medien begleitete gegenseitige Stichelei bildete den Ausgangspunkt für eine länger andauernde Fehde zwischen Franke und Ullrich. So erwirkte der Radrennfahrer am 14. August eine einstweilige Verfügung gegen Franke und seine Behauptung über die Zahlung von 35.000 Euro an Fuentes. Frankes Einspruch gegen die einstweilige Verfügung wurde am 13. September 2006 von der Pressekammer des Hamburger Landgerichts abgelehnt. Lorenz Schläfli, Geschäftsführer des Schweizer Radsportverbandes, kündigte unterdessen die Eröffnung eines Dopingverfahrens gegen Ullrich an. Da es sich um sein zweites Vergehen handelte – Ullrich war im Jahr 2002 für sechs Monate gesperrt worden – drohte dem Wahlschweizer eine Sperre von bis zu vier Jahren.
Die Süddeutsche Zeitung veröffentlichte am 16. August 2006 erstmals ein mit Fuentes in Verbindung stehendes Dokument, das Ullrich namentlich nannte. Ein Fax des Arztes an einen seiner Kuriere beinhaltete eine „Liste der Mitarbeiter und Teilnehmer am Festival, das im Mai stattfindet“, darauf unter anderem der Name „Jan Ulrich“. Das „Festival“ interpretierte die spanische Polizei als Giro d’Italia.
Werner Franke erstattete am 25. August Strafanzeige gegen Ullrich.
Nach Berichten der Stuttgarter Zeitung bezog sich Franke auf die eidesstattliche Erklärung gegenüber T-Mobile, in welcher der Radprofi wissentlich falsch ausgesagt und eine Verbindung zu Eufemiano Fuentes verneint hatte. Franke erklärte außerdem, Fuentes’ Kunden hätten die Zahlungen für Dopingmittel und -praktiken über eine chinesische Bank mit Sitz in Zürich abgewickelt. Laut Berichten des Focus reagierte die Staatsanwaltschaft Bonn Ende August mit der Eröffnung eines Ermittlungsverfahrens auf eine Strafanzeige Britta Bannenbergs vom 7. Juli 2006. Die Kriminologin und Professorin an der Universität Bielefeld hatte gegen Jan Ullrich, Óscar Sevilla und Rudy Pevenage wegen Betrugs gegenüber dem Arbeitgeber T-Mobile und Verstoß gegen das Arzneimittelgesetz geklagt.
Nach Sichtung der spanischen Ermittlungsakten ging die Bonner Staatsanwaltschaft davon aus, dass Ullrich bereits seit 2003 Leistungen von Fuentes bezog. Am 13. September 2006 durchsuchten Beamte der Staatsanwaltschaft und des Bundeskriminalamtes insgesamt zehn Wohnungen von Personen, die mit der Anklage in Verbindung standen. Unter anderem fanden Hausdurchsuchungen in Ullrichs Wohnsitz in Scherzingen, in den Privat- und Geschäftsimmobilien seines Managers Wolfgang Strohband in Hamburg sowie den Privat- und Geschäftsräumen der ehemaligen bzw. derzeitigen T-Mobile-Funktionäre Rudy Pevenage, Walter Godefroot und Olaf Ludwig statt.
Der für den Dopingskandal zuständige spanische Richter Antonio Serrano erklärte am 14. September die Bereitschaft der spanischen Justiz, der Staatsanwaltschaft Bonn Blutproben aus den Jan Ullrich zugeordneten Blutbeuteln, die bei der Razzia im Mai beschlagnahmt wurden, für Untersuchungen zur Verfügung zu stellen. Die deutschen Behörden hatten Anfang September eine entsprechende Anfrage gestellt. Eine Vergleichsprobe Ullrichs war nach widersprüchlichen Medienberichten bei der Razzia am Vortag nicht sichergestellt worden. Später wurde bekannt, dass Ullrich, der sich zum Zeitpunkt der Hausdurchsuchung auf Hochzeitsreise befand, nach seiner Rückkehr auf richterliche Anordnung eine Speichelprobe abgegeben hatte.
Am 24. September 2006 eröffnete die Hamburger Staatsanwaltschaft das von Werner Franke beantragte Strafverfahren gegen Ullrich wegen falscher eidesstattlicher Versicherung. Die spanische Justiz hingegen bescheinigte am 4. Oktober, dass sie keine strafrechtlichen Schritte gegen den deutschen Radprofi eingeleitet hätte.

#### Disziplinarverfahren des Schweizer Verbandes
Der Schweizer Radsportverband (Swiss Cycling) wartete derweil über vier Wochen hinweg auf beglaubigte Unterlagen des Weltradsportverbandes (UCI) zum Dopingskandal Fuentes, die nach Schweizer Gesetzgebung für die Eröffnung eines Disziplinarverfahrens gegen Ullrich notwendig wären. Lorenz Schläfli kündigte an, dass der Verband Jan Ullrich, der nach eigenen Angaben Angebote von verschiedenen Teams erhalten hatte, eine Fahrerlizenz für die kommende Saison erteilen würde, wenn die Beglaubigung weiter auf sich warten ließe. Schläfli stellte klar: „Wenn uns die UCI nicht hilft, hat sich die Sache erledigt. Im Moment haben wir in der Schweiz keinen Dopingfall, und es wird auch gegen keinen Fahrer mit einer Schweizer Lizenz ermittelt.“
UCI-Präsident Pat McQuaid gab Anfang Oktober 2006 bekannt, der Weltverband wolle eine neue Fahrerlizenz für Ullrich, wenn nötig, durch eine Klage vor dem internationalen Sportgerichtshof verhindern. McQuaid sah die Verantwortung für die Beurkundung der Ermittlungsberichte für den Schweizer Verband in den Händen der spanischen Justiz und widersprach den Vorwürfen, die UCI würde das Verfahren willentlich verzögern. Die beglaubigten Dokumente trafen schließlich Mitte Oktober in der Berner Geschäftsstelle von Swiss Cycling ein, wo sie durch ein internes Versehen über vier Wochen unbearbeitet geblieben waren. Es wurden weitere Unterlagen aus Deutschland und Spanien angefordert, bevor die Disziplinarkammer des Verbandes ein Dopingverfahren einleiten wollte.
Die Süddeutsche Zeitung zitierte am 13. Oktober aus einem Protokoll der spanischen Polizei, das Ullrichs Aufenthalte in Madrid dokumentierte und damit neue Indizien gegen ihn lieferte. Die Zeitung veröffentlichte zudem Informationen über Zahlungen Ullrichs an Fuentes, die sich auf 120.000 Euro pro Jahr beliefen. Eine Woche später trat Ullrich aus dem Schweizer Radsportverband aus. Als Begründung nannte er die durch den Verband betriebene Rufmordkampagne gegen ihn. Da Ullrich jedoch zum Zeitpunkt seiner Suspendierung unter Schweizer Lizenz fuhr, hielt der Verband an dem Verfahren gegen ihn fest. Während der Bund Deutscher Radfahrer eine deutsche Lizenz für Ullrich als „unvorstellbar“ abtat, bot Rudolf Massak, Generalsekretär des österreichischen Radsportverbandes, Ullrich eine Lizenz an, sollte sich der Deutsche dazu entschließen, seinen Wohnsitz nach Österreich zu verlegen. Die laufenden Ermittlungen des Schweizer Verbandes schlossen aber nach dem Ethik-Abkommen der UCI jede Teilnahme Ullrichs an einem ProTour-Rennen aus.
Mit dem Beschluss des zuständigen Richters im strafrechtlichen Verfahren gegen Fuentes vom 28. Oktober 2006, die Ergebnisse der Operación Puerto nur zur strafrechtlichen Verfolgung freizugeben, stellte der königlich spanische Radsportverband die Disziplinarverfahren gegen alle verdächtigten Fahrer einstweilig ein. Dieses Unterverschlusshalten der spanischen Akten erschwerte sowohl die beiden laufenden Verfahren gegen Ullrich in Deutschland als auch die für Januar 2007 angestrebten Maßnahmen des Schweizer Verbandes. Lorenz Schläfli äußerte sich am 21. Dezember pessimistisch darüber, ob ein Disziplinarverfahren auf Grundlagen von Indizien überhaupt zustande kommen würde, und beklagte generelle Machtlosigkeit: „Da kann man gar nichts machen […] wir sind chancenlos“.

#### Überführung durch DNS-Abgleich
Der zuständige Bonner Staatsanwalt Friedrich Apostel strebte im Januar 2007 eine baldige DNS-Analyse im strafrechtlichen Verfahren gegen Jan Ullrich an. Dessen Anwälte versuchten den Abgleich der Proben auf mehreren Wegen zu verhindern: Zunächst erhoben sie bereits Ende des Jahres 2006 Einspruch gegen ein Rechtshilfeverfahren der Staatsanwaltschaft, die Ullrich zugeschriebenen Blutproben aus Spanien nach Bonn zu übermitteln. Ulrich Theune, einer der Anwälte des Radprofis, sagte: „Die Berichte der Guardia Civil enthalten eine bunte Mischung aus haltlosen Behauptungen, Mutmaßungen und Verdächtigungen. Sie sind rechtswidrig erstellt, rechtswidrig verbreitet und bewusst verfälschend interpretiert worden.“
Ferner reichten Ullrichs Rechtsvertreter am 22. Januar Widerspruch gegen die Herausgabe der Speichelprobe, die Ullrich im Herbst bei der Schweizer Polizei abgegeben hatte, und anderer Beweismittel ein. Auch hier ginge es nach Äußerungen des Anwalts Johann Schwenn nicht um die DNS-Probe, sondern darum, die Weitergabe von privaten Unterlagen zu verhindern.
Ullrich gab am 31. Januar eine weitere Speichelprobe zur Analyse durch die Bonner Staatsanwaltschaft ab. Die Tageszeitung El País berichtete am 24. Februar 2007, dass der Nationale Gerichtshof von Spanien den Einspruch gegen die Übermittlung der Blutbeutel nach Deutschland abgelehnt hatte. Er berief sich dabei auf das europäische Rechtshilfeabkommen.
In einer 45-minütigen Stellungnahme auf einer Pressekonferenz im Hamburger Hotel InterContinental erklärte Ullrich am 26. Februar das Ende seiner Karriere als aktiver Radsportler. Es war Ullrichs erste längere Äußerung nach seiner Suspendierung im Juni 2006. Er brachte zunächst seine Bestürzung über den Ablauf des Skandals und die Vorverurteilung von Seiten der Medien zum Ausdruck, betonte aber, „niemanden betrogen und niemanden geschädigt“ zu haben. Stattdessen attackierte Ullrich in größerem Ausmaß Medienvertreter, Werner Franke, die Radsportverbände UCI und Swiss Cycling sowie den Präsidenten des Bundes Deutscher Radfahrer, Rudolf Scharping. Internationale Medienberichte kritisierten die Stellungnahme, auf die keine Rückfragen erlaubt waren, scharf. So hätte sich Ullrich kaum zu den Dopingvorwürfen gegen seine Person geäußert und, wie seit Monaten, keine Klarheit geschaffen.
Im Anschluss an die Pressekonferenz, die simultan beim Fernsehsender N24 übertragen wurde, zeichnete Ullrich ein Interview für die Talkshow Beckmann auf, das am Abend im Programm der ARD ausgestrahlt wurde. Fragen Beckmanns nach Kontakt zu Eufemiano Fuentes beantwortete Ullrich ausweichend. Er könne keine Auskunft geben, solange ein strafrechtliches Verfahren in dieser Sache gegen ihn laufe. Ullrichs Anwälte protestierten nach der Ausstrahlung gegen die übliche Wiederholung der Sendung im Fernsehsender 3sat.
Wolfgang Strohband erklärte auf Jan Ullrichs Homepage, Beckmann hätte mündliche Vereinbarungen, die im Vorgespräch getroffen wurden, nicht eingehalten. Konkret ging es um kritische Fragen zum Thema Fuentesskandal und die Zuschaltung des Dopingexperten Hajo Seppelt.
Der für die Sendung verantwortliche NDR stritt ab, dass es eine solche Vereinbarung gegeben hatte. „Dass Talkgäste nach einer Sendung das Recht erhalten, Schnitte anzuweisen, entspricht weder dem journalistischen Selbstverständnis des NDR noch unserer Praxis“, erklärte Programmdirektor Volker Herres.
Nachdem Ullrich Mitte März 2007 noch einmal vergeblich versucht hatte, die Freigabe der in Spanien beschlagnahmten Blutbeutel zu verhindern, veröffentlichte die Bonner Staatsanwaltschaft am 3. April die Ergebnisse des DNS-Abgleichs. Laut dem leitenden Staatsanwalt Friedrich Apostel stammten die im Mai 2006 sichergestellten Blutkonserven mit den Kennzeichnungen „Jan“, „Nummer 1“ und „Rudis Sohn“ damit „zweifelsfrei“ von Ullrich.
Die Überführung Ullrichs, zumindest mit Fuentes in Kontakt gestanden zu haben, löste Forderungen aus, die Verfahren gegen andere Fahrer wie Ivan Basso wieder aufzunehmen, und führte letztendlich zu mehreren Geständnissen im spanischen Dopingfall.

#### Verurteilung durch den Internationalen Sportgerichtshof
Im Mai 2007 wurde Ullrich im Rahmen der Dopingaffäre um das Team Telekom erneut belastet. Während andere ehemalige Telekom-Fahrer wie Erik Zabel, Rolf Aldag und Bjarne Riis systematisches Doping im Laufe der 1990er-Jahre gestanden, bekannte sich Ullrich nicht dazu. Obwohl Rudy Pevenage sowohl im Juli 2007 als auch im Juli 2010 weit zurückreichende Kontakte zu Fuentes und die Organisation von Reisen nach Madrid zugab, bestritt Ullrich weiterhin, jemals gedopt zu haben.
Das Strafverfahren gegen Jan Ullrich wegen Betrugs stellte die Bonner Staatsanwaltschaft am 13. April 2008 gegen die Zahlung eines Betrages in Höhe von 250.000 Euro an gemeinnützige Organisationen und den Staat ein. Der Oberstaatsanwalt Friedrich Apostel schätzte Ullrichs kriminelle Energie in einer Stellungnahme „als eher gering“ ein und wies darauf hin, dass der ehemalige Radprofi durch das Ende seiner Karriere und die Tatsache, dass „sein herausragender Ruf als Sportler weitgehend geschädigt ist“, ausreichend gestraft sei. Ullrich habe nach Überzeugung der Staatsanwaltschaft zwar gedopt, angesichts einer „Grundeinstellung, die […] zur aktiven Zeit des Beschuldigten im Radsportbereich weithin vorherrschte“, könne ihm dies aber nicht als „Betrug“ im Sinne der Anklage zur Last gelegt werden.
Nachdem auch der Schweizer Radsportverband seine Ermittlungen gegen Ullrich im Februar 2010 einstellte, zog die UCI vor den Internationalen Sportgerichtshof. Die Schweizer Anti-Doping-Agentur trat als Nebenkläger auf.
Nach fast zweijährigem Verfahren wurde Ullrich am 9. Februar 2012 schuldig gesprochen, in Kontakt mit Eufemiano Fuentes gestanden zu haben. Infolgedessen belegte der Sportgerichtshof Ullrich mit der üblichen zweijährigen Sperre und erkannte ihm alle Profisiege seit dem 1. Mai 2005 ab, darunter den Sieg bei der Tour de Suisse 2006. Jan Ullrich bestätigte daraufhin nach fast sechs Jahren erstmals die gegen ihn erhobenen Anschuldigungen, indem er die Zusammenarbeit mit Fuentes öffentlich gestand.

### Ivan Basso und andere italienische Radprofis

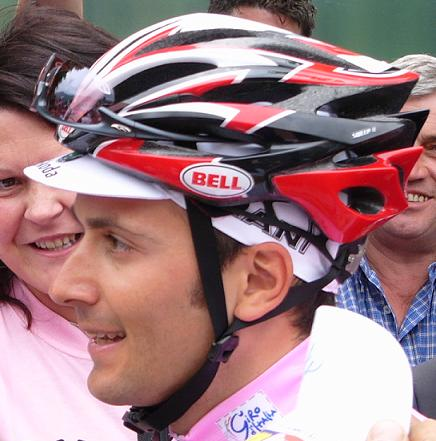
Ivan Basso

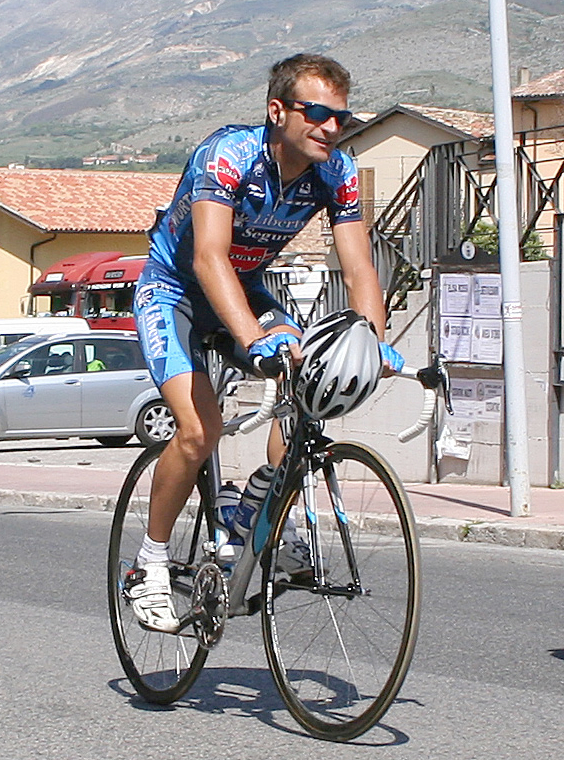
Michele Scarponi

Ähnlich wie Jan Ullrich wurde der Italiener Ivan Basso nach seiner Nennung in Verbindung mit der Operación Puerto am Vortag der Tour de France 2006 von seiner Mannschaft CSC suspendiert. Auch er bestritt jeglichen Kontakt zu Eufemiano Fuentes.
Die italienische Sportzeitung Gazzetta dello Sport veröffentlichte am 5. Juli 2006 Auszüge aus Telefongesprächen zwischen Fuentes und Labarta, die während des Giro d’Italia im Mai durch die Guardia Civil aufgezeichnet worden waren. Der Bericht der spanischen Polizei zitierte Labarta mit: „[…] ich habe gesehen, dass Bufalo den Vierten gemacht hat […] dann 16 Sekunden dahinter kam Birillo mit Simoni und bei 20 kam Zapatero […] ich will sagen, dass die, die dich was angehen, und die, mit denen du nur am Rande zu tun hast, wenigstens schon gut im Rennen sind“. Die Personen hinter den drei genannten Codenamen Bufalo, Birillo und Zapatero wurden anhand des Tagesklassements identifiziert.
Vierter der Etappe an diesem 13. Mai war José Enrique Gutierrez, auch im Fahrerfeld „Bufalo“ genannt. Mit 16 Sekunden Rückstand kamen neben Gilberto Simoni Ivan Basso, Davide Rebellin und Serhij Hontschar ins Ziel. „Birillo“ wurde mit Bassos gleichnamigem Hund in Verbindung gebracht (vgl. Ähnlichkeit zum Zusammenhang zwischen dem Decknamen „Piti“ und Alejandro Valverde). Mit 20 Sekunden hinter dem Erstplatzierten wurde unter anderem Michele Scarponi gelistet. Über die Wortverwandtschaft zwischen dem italienischen scarpa und dem spanischen zapato („Schuh“) ordnete die Polizei Scarponi den Namen „Zapatero“ zu. Sowohl Basso als auch Scarponi konnten zudem anhand weiterer aufgezeichneter Telefonate als Fuentes-Kunden identifiziert werden.
Am 21. August 2006 distanzierte sich Bjarne Riis, Manager beim Team CSC, gegenüber der dänischen Tageszeitung Politiken von Ivan Basso. Genau wie das Team T-Mobile von Ullrich forderte Riis einen Unschuldbeweis von seinem italienischen Mannschaftskapitän. „Wenn Basso Kontakt hatte zu Fuentes, hätte er mich angelogen und dementsprechend das ganze Team betrogen und die Werte, die wir verteidigen. Es wäre dann aus für ihn bei CSC.“ Eine Woche später erklärte Basso vor dem Disziplinarausschuss des Nationalen Olympischen Komitees Italiens (CONI) erneut, keine Dopingmittel von Fuentes bezogen zu haben.
Die Staatsanwaltschaft von Bergamo durchsuchte am 20. September im Rahmen einer großen Dopingrazzia 36 Privatwohnungen und Büros in ganz Italien und leitete Ermittlungsverfahren gegen den Radrennfahrer Luca Paolini und Ivan Bassos Schwester Elisa ein. Beide hatten ein Fitnesszentrum in Bergamo besucht, in dem ein Lastwagen mit Dopingmitteln im Gesamtwert von 300.000 Euro entdeckt worden war. Es gäbe aber keinen Zusammenhang mit dem Verfahren gegen Ivan Basso, betonte die ermittelnde Staatsanwältin.
Nach einer zweiten Anhörung Bassos am 29. September 2006 und dem Erhalt von Untersuchungsberichten der Madrider Staatsanwaltschaft erklärte Franco Cosenza, Ankläger des Olympischen Komitees, am 12. Oktober, es würde nicht zu dem vom Weltradsportverband (UCI) geforderten Verfahren gegen Basso kommen. Die Beweise seien derzeit unzureichend für eine Anklage. Auch der spanische Radsportverband stellte am 27. Oktober seine Ermittlungen ein. Basso war somit wieder für alle Rennen zugelassen. Am 19. Oktober einigten sich Basso und CSC einvernehmlich auf eine Auflösung des Fahrervertrags. Nach Meinung von Hans-Michael Holczer, Leiter des Teams Gerolsteiner, hätte Basso nur wenig Zeit ein neues Team zu finden, da davon auszugehen wäre, dass die UCI vor dem Internationalen Sportgerichtshof Einspruch gegen die Einstellung des Verfahrens einlegen würde. Radprofis, gegen die ein Verfahren läuft, dürfen nach dem Ethikkodex der ProTeams weder Rennen bestreiten noch von einer der Mannschaften unter Vertrag genommen werden.
Am 8. November 2006 schrieb die Gazzetta dello Sport, Basso hätte einen Drei-Jahres-Vertrag beim ProTeam Discovery Channel unterschrieben.
Laut der spanischen Zeitung Interviú fand die Polizei neue belastende Beweise gegen Basso, darunter Terminkalender für Blutentnahmen und -infusionen sowie Nachweise über Zahlungen in Höhe von 111.000 Euro an Fuentes zwischen den Jahren 2004 und 2006. Das Nationale Olympische Komitee Italiens (CONI) nahm unter Vorsitz von Ettore Torri die Ermittlungen gegen den Italiener am 24. April 2007 wieder auf. Ebenfalls wurde Basso vom Team Discovery Channel suspendiert. Mannschaftssprecher hatten erklärt, dass Basso zu einem DNS-Abgleich bereit wäre. Dem CONI lagen nach Berichten der Gazzetta zu diesem Zeitpunkt sieben Blutbeutel vor, die während der Dopingrazzia im Mai 2006 beschlagnahmt und der Person mit dem Decknamen „Birillo“ zugeordnet wurden.
Die Medien mutmaßten, dass Basso ein Verfahren wegen „Falschaussage und Verstoßes gegen das Anti-Doping-Gesetz“ bevorstehen könnte. Das CONI würde von Basso und den ebenfalls verdächtigten Fahrern Giampaolo Caruso, Luca Paolini und Michele Scarponi einen DNA-Test fordern.
Basso verkündete am 30. April 2007 die Auflösung seines Vertrags mit Discovery Channel. Aufgrund seiner Verwicklung in den Dopingskandal stünde er der Suche nach einem neuen Hauptsponsor für das Team, die derzeit im Gange sei, im Wege. In seiner Anhörung vor dem Olympischen Komitee am 2. Mai erklärte sich Michele Scarponi zur Abgabe einer DNS-Probe bereit. Ivan Basso hingegen zog sein Einverständnis – wie innerhalb der vergangenen Monate schon mehrfach – zurück, seine Anhörung wurde vertagt. Tags darauf willigte Basso dann aber doch ein, sich dem DNS-Test zu stellen.
Am 7. Mai gestand Ivan Basso als erster Radprofi, Kunde des Dopingnetzwerkes um Fuentes gewesen zu sein. Auf einer Pressekonferenz am nächsten Tag konkretisierte er sein Geständnis und stellte klar, seine Siege ohne illegale leistungssteigernde Mittel errungen zu haben.
Für die Tour de France 2006 sei jedoch die Anreicherung seines Blutes mit EPO geplant gewesen. Die dafür vorgesehenen Blutkonserven waren im Rahmen der Operación Puerto in Spanien beschlagnahmt worden. Am gleichen Tag gab auch Michele Scarponi seine Involvierung in die Fuentes-Affäre vor dem Olympischen Komitee zu. Er hätte zudem „in zwei Stunden das gesamte Doping-System von Fuentes dargelegt“, schrieb die Gazzetta.
Die italienischen Medien reagierten verständnisvoll auf die Enthüllungen der Radprofis. Pat McQuaid hingegen erklärte, für die beiden dürfe es weder Mitleid noch eine verkürzte Dopingsperre geben. Das CONI beantragte am 14. Mai 2007 eine vorläufige Sperre für Basso und Scarponi beim italienischen Radsportverband.
Die Gazzetta dello Sport berichtete am 16. Mai, dass sowohl Ivan Basso als auch Jan Ullrich vor dem Giro d’Italia 2006 bei einem Treffen mit Fuentes in einem Freiburger Hotel beobachtet worden waren. Die Sportzeitung berief sich dabei auf die Ermittlungen einer deutschen Staatsanwaltschaft. Die Unterlagen lägen bereits den verantwortlichen Anwälten in Bergamo und der italienischen Antidoping-Kommission vor.
Am 15. Juni 2007 verhängte der italienische Radsportverband eine zweijährige Sperre gegen Ivan Basso. Abzüglich der Zeit während seiner Suspendierung durch CSC Ende Juni 2006 durfte Basso somit bis zum 24. Oktober 2008 keine Radrennen mehr bestreiten. Bassos Anwalt hatte aufgrund seines Geständnisses gegen die Höchststrafe von zwei Jahren plädiert. Auch das Olympische Komitee hatte nur eine Sperre von 21 Monaten gefordert. Scarponi wurde einen Monat später zu einer Sperre von 18 Monaten verurteilt.

### Jörg Jaksche
Das Untersuchungsverfahren gegen Jörg Jaksche, den zweiten deutschen Radprofi unter den verdächtigten Sportlern, wurde am 22. November 2006 ebenfalls eingestellt. Der österreichische Radsportverband, unter dessen nationale Zuständigkeit Jaksche fiel, hatte seit den Vorfällen Ende Juni Ermittlungen gegen den Deutschen geführt.
Nachdem im Frühjahr 2007 mit der Überführung Ullrichs und zuletzt durch die Geständnisse von Basso und Scarponi neuer Wind in die Ermittlungen zum Dopingskandal gekommen war, hatte die Staatsanwaltschaft Ansbach Ermittlungen gegen Jörg Jaksche aufgenommen. Dem Deutschen drohte ein Verfahren wegen „Betrugs von Rennveranstaltern durch Doping“.
Jaksche war am 2. Juli 2007 nach Basso und Scarponi der dritte Radprofi, der gestand, in den Dopingskandal verwickelt zu sein. Er erklärte in einem ausführlichen Interview mit dem Spiegel, dass der deutsche Arzt Markus Choina, der mit Fuentes zusammengearbeitet hatte und im Herbst 2006 festgenommen worden war (vgl. Dopingnetzwerk in Deutschland), bei ihm Infusionen von Eigenblut zur Leistungssteigerung vorgenommen hatte. Indirekt brachte er in dem Gespräch den kasachischen Tour-de-France-Favoriten Alexander Winokurow mit Fuentes in Verbindung.
In Bezug auf das Jahr 2006 erklärte Jaksche: „Saiz hatte Probleme mit einem Spitzenfahrer aus seinem Team, der zu Beginn des Jahres zu Liberty Seguros gewechselt war und einen sehr schlechten Frühling hatte. Der Fahrer und sein Manager, der seit fünf Jahren auch mein Manager war, hatten Saiz unter Druck gesetzt. Sie wollten eine bessere medizinische Betreuung, und Saiz ließ sich darauf ein […]“ Winokurow hatte bereits dementiert, Kunde von Eufemiano Fuentes gewesen zu sein. Jaksche stellte sich der Welt-Antidoping-Agentur und der UCI als Kronzeuge zur Verfügung.
Der österreichische Radsportverband sprach am 19. September 2007 eine einjährige Sperre gegen Jörg Jaksche aus. Aufgrund seines Geständnisses entschied sich der zuständige Anti-Doping-Ausschuss gegen die Höchststrafe eines zweijährigen Fahrverbots. Die Sperre endete mit dem 2. Juli 2008.

### Alejandro Valverde

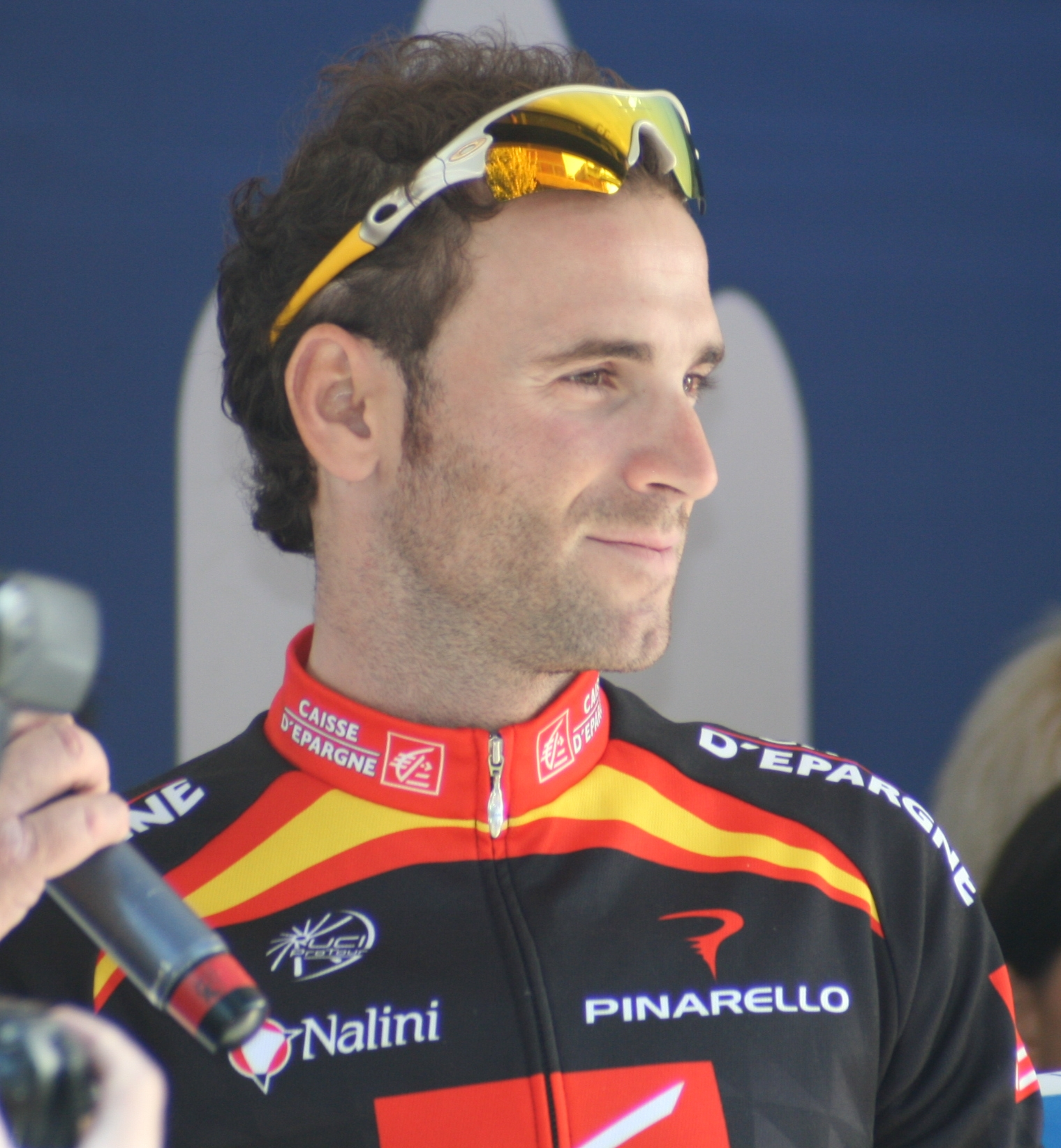
Alejandro Valverde

Der spanische Radrennfahrer Alejandro Valverde wurde am 16. September 2006 mit der Dopingaffäre in Verbindung gebracht, als bekannt wurde, dass auf einem bei Fuentes beschlagnahmten Dokument das Namenskürzel „Valv. Piti“ gefunden wurde. Valverdes Hund trug den Namen „Piti“. Auch Ivan Bassos Pseudonym „Birillo“ beruhte wohl auf dem Namen seines Haustieres. Sprecher des Radsportverbands und der Regierung Spaniens stellten sich hinter Valverde, der zu diesem Zeitpunkt Zweitplatzierter der Vuelta a España war und in Spanien seit Jahren als hoffnungsvolles Talent galt.
Nachdem im November 2006 acht der rund 200 sichergestellten Blutkonserven positiv auf EPO getestet worden waren, wurden die Vorwürfe gegen Valverde Anfang 2007 wieder laut. Einer der mit dem Dopingmittel versetzten Beutel war mit dem bereits bekannten Kürzel „Valv. Piti“ beschriftet.
Die UCI versuchte vor dem Internationalen Sportgerichtshof Valverde, der seine Karriere 2002 beim Team Kelme begonnen hatte, über ein Startverbot von den Straßenrad-Weltmeisterschaften am 25.–30. September 2007 auszuschließen, was jedoch scheiterte.
Ein DNS-Abgleich zwischen dem EPO-versetzten Blut mit der Aufschrift „Valv. Piti“ und einer Probe, die Valverde bei einer Etappenankunft der Tour de France 2008 auf italienischem Boden abgeben musste, erbrachte im Februar 2009 eine zweifelsfreie Übereinstimmung. Auf einer ersten Anhörung vor dem Nationalen Olympischen Komitee Italiens (CONI) am 18. Februar wies Valverde jegliche Vorwürfe des Dopings zurück.
Die DNS-Analyse genügte dem Gericht allerdings, um der Anklage Ettore Tottis wegen „Dopings oder versuchten Dopings“ gegen Valverde stattzugeben und den Spanier am 11. Mai 2009 kurzerhand zu einer zweijährigen Sperre für Rennen in Italien zu verurteilen. Das Urteil wurde heftig kritisiert, da Valverde als Spanier unter die Zuständigkeit des spanischen Radsportverbandes fiel und die verwendete Blutprobe aus der Fuentes-Razzia zudem laut Beschluss des spanischen Untersuchungsrichters nicht für Verfahren im Ausland freigegeben war.
Da die Tour de France 2009 auf einer Strecke von 90 km über italienisches Staatsgebiet führte, durfte Valverde nicht teilnehmen. Seine Anwälte legten Klage gegen das Urteil des CONI vor dem Internationalen Sportgerichtshof im Schweizer Lausanne ein. Dieser bestätigte die Rechtmäßigkeit der Italien-Sperre bis zum 10. Mai 2011 am 16. März 2010. Auch Valverdes Einspruch vor dem Schweizer Bundesgericht wurde abgelehnt. CONI-Präsident Gianni Petrucci forderte den Weltradsportverband auf, nun eine weltweite Sperre gegen den Spanier zu erwirken. Gemeinsam mit der Welt-Antidoping-Agentur klagte die UCI vor dem Internationalen Sportgerichtshof gegen die Entscheidung des spanischen Radsportverbandes, Valverde nicht zu sperren. Dem wiederum reichten die Indizien aus den Ermittlungen des CONI, um den ProTour-Gesamtführenden am 31. Mai 2010 weltweit bis einschließlich 31. Dezember 2011 zu sperren. Seine Siege innerhalb der ProTour-Wertung für das Jahr 2010 wurden annulliert.

## Konsequenzen für den Radsport
- 11. Juli 2006: Der Präsident des Bundes Deutscher Radfahrer, Rudolf Scharping, kündigt auf Grund des Dopingskandals einen „Ehrenkodex“ für die deutschen Radsportler und deren Teams an. Außerdem fordert er die Einführung von Anti-Doping-Gesetzen, wie es sie in Frankreich, Italien und Spanien gibt: „Wir brauchen die Hilfe der Justiz – das haben die Ereignisse zuletzt gezeigt. Ich glaube, Innenminister Schäuble ist jetzt dafür offen.“
- 23. September 2006: Auf Grund der Vorfälle im Dopingskandal Fuentes verschärfen die Teams der UCI ProTour den Ethikcode. Diese Richtlinie sah bisher u. a. vor, dass des Dopings überführte Fahrer nach ihrer Sperre weitere zwei Jahre keinen Vertrag bei einem ProTeam erhalten. Nach den Verschärfungen wird ein ProTeam für acht Tage suspendiert, sollte es bei ihm innerhalb von zwölf Monaten zwei Dopingfälle bzw. Startverbote nach Bluttests gegeben haben. Passiert dies drei Mal in zwei Jahren wird eine einmonatige Suspendierung des Teams, bei vier Vorfällen dieser Art die Rückgabe der Lizenz fällig. Des Weiteren sollen Blutkontrollen bei Fahrern auch direkt vor dem Start im Mannschaftsbus durchgeführt werden können, womit man mögliche Manipulationen verhindern möchte. Mittel auf der Dopingliste (z. B. Asthmaspray), die aus gesundheitlichen Gründen per Attest einem Fahrer verschrieben wurden, werden nicht mehr anerkannt. Nur noch zwei Mal in der Saison dürfen solche Mittel aus gesundheitlichen Gründen eingenommen werden, wenn ein Attest vorliegt.
- 2. November 2006: In Spanien wurde ein Anti-Doping-Gesetz mit großer Mehrheit verabschiedet. Demnach können Manager und Ärzte, die Sportlern verbotene Substanzen verabreichen, künftig zu Haftstrafen von bis zu zwei Jahren verurteilt werden. Außerdem müssen sich Sportler, die an nationalen Wettkämpfen teilnehmen, regelmäßig Dopingkontrollen unterziehen und können auch unangemeldet getestet werden. Des Weiteren soll eine Behörde geschaffen werden, die den Kampf gegen das Doping koordiniert. Im Rahmen der Abstimmung im spanischen Parlament wurden die Sportverbände für ihr Vorgehen im Dopingskandal um Eufemiano Fuentes kritisiert, dass sie vorschnell gehandelt hätten. Ein Abgeordneter sagte, dass die Sportverbände die Grundrechte der Fahrer mit Füßen getreten hätten.
- 8. Dezember 2006: Das Team Discovery Channel soll aus dem Verband der Internationalen Vereinigung der ProTeams (IPCT) ausgeschlossen werden. Dies entschied die Organisation, der alle Teams, außer La Française des Jeux, angehören, auf einer außerordentlichen Sitzung. Durch die Verpflichtung von Ivan Basso im November hatte Discovery Channel gegen den Ethikcode der ProTour verstoßen, da das Verfahren wegen nicht ausreichenden Beweisen gegen Basso zwar eingestellt wurde, er aber immer noch unter Dopingverdacht stehe. Sollte das strafrechtliche Verfahren gegen Fuentes beendet sein, könnte das Nationale Olympische Komitee Italiens das Verfahren gegen Basso wieder aufnehmen, weil es dann die Ermittlungsunterlagen der spanischen Justiz nutzen dürfe, die dann zu neuen Erkenntnissen und zu einer möglichen Verurteilung von Basso führen könnten. Ebenfalls wurde die Betreibergesellschaft Active Bay von Manolo Saiz aus dem Verband ausgeschlossen. Die Entscheidung über Discovery Channel soll aber erst am 11. Januar 2007 gefällt werden. Der Ausschluss würde für Discovery Channel aber keine weiteren Konsequenzen haben, und sie dürfen ihre ProTour-Lizenz behalten.
- 12. Januar 2007: In einer Sitzung der Internationalen Vereinigung IPCT haben die Teams beschlossen, enger mit den spanischen Ermittlern im Dopingskandal Fuentes zusammenzuarbeiten. Unter anderem erklärten sich die Teams bereit, von Fahrern, die in den Skandal verwickelt sind, DNA-Proben zur Verfügung zu stellen.
- 9. März 2007: Der Radsport-Weltverband UCI präsentiert sein neues Anti-Dopingprogramm „Biologischer Pass“. So soll von allen Fahrern von Mannschaften mit ProTour-Lizenz ein Profil biologischer Parameter, insbesondere aufgrund Bluttests, aber auch Urintests, erstellt werden, bei einigen auch ein Steroidprofil, damit schon frühzeitig eine mögliche Manipulation erkannt werden kann. Außerdem muss sich jeder Fahrer mindestens vier Mal im Jahr einer Blutkontrolle und mindestens ein Mal im Jahr einer unangemeldeten Trainingskontrolle unterziehen. Diese Regelung gilt auch für alle zweitklassigen Teams, die zu ProTour-Rennen eingeladen werden. Diese Verschärfungen sind die Konsequenzen der UCI auf den Dopingskandal um Eufemiano Fuentes.
- 12. März 2007: Nach der Einstellungen der Ermittlungen gegen Eufemiano Fuentes und alle anderen Beschuldigten im Strafverfahren in Spanien reagierten die Fahrer und Teams. Mit einer Schweigeminute vor Beginn der ersten Etappe von Paris Nizza protestierten die Fahrer gegen die Einstellung der Ermittlungen. In einer Erklärung des Verbandes der Teams hieß es, dass man weiterhin an dem Ethikcode der ProTour festhalten werde und die spanische Justiz aufgefordert wird, die Ermittlungsberichte für sportrechtliche Verfahren freizugeben.
- 7. April 2007: Auf Grund des positiven Ergebnisses der DNA-Analyse von Jan Ullrich fordern die IPCT und der internationale Verband der Profimannschaften AIGCP alle von der Operation Puerto betroffenen Behörden und Verbände auf dafür zu sorgen, dass sich jeder im Dopingskandal Fuentes verdächtigte Fahrer einer DNA-Analyse unterziehen muss. In einer gemeinsamen Erklärung richten sich die beiden Organisationen vor allem an den Radsport-Weltverband UCI, die nationalen Radverbände, die Weltantidopingagentur WADA und an die Regierungen.
- 1. Mai 2007: Die deutschen ProTeams T-Mobile und Gerolsteiner kündigen Zivilklagen gegen alle im Dopingskandal verstrickten Fahrer an. Somit wollen sie den Druck auf die spanischen Behörden und die Radprofis erhöhen. Zudem sprach sich Bob Stapleton, der Teammanager von T-Mobile, in der Süddeutschen Zeitung dafür aus, dass die Veranstaltungsgesellschaft ASO, der die Tour de France untersteht, ebenfalls gegen alle verdächtigten Fahrer vor französischen Gerichten auf Betrugsverdacht klagt.
- 19. Juni 2007: Die Teams der ProTour beschließen, dass alle ihre Fahrer bis zum Start der Tour de France am 7. Juli eine Ehrenerklärung unterschreiben müssen, in der sie erklären, in keinen Dopingskandal verwickelt gewesen zu sein. Außerdem müssen die Fahrer sich bereiterklären, eine DNA-Probe für einen Abgleich mit Blutbeuteln, die bei Fuentes sichergestellt wurden, abzugeben. Sollte ein Radprofi des Dopings überführt werden, muss er ein Jahresgehalt als Strafe zahlen. Jedoch ist die Ehrenerklärung nicht juristisch durchsetzbar und beruht auf dem freiwilligen Verhalten der Fahrer.
- 22. Juni 2007: Der ehemalige spanische Radprofi Jesus Manzano belastet Jan Ullrich im Dopingskandal Fuentes. Laut einem Interview mit dem Stern hat ein Masseur von Fuentes ihm im Jahr 2000 oder 2001 berichtet, dass Ullrich von Fuentes betreut wird. Im Gegensatz zu Marco Pantani sowie Leichtathleten und Fußballern hat er Ullrich jedoch nie persönlich bei dem spanischen Arzt gesehen.
- 5. Juli 2007: Auf der Sitzung der AIGCP zwei Tage vor dem Start der Tour de France 2007 kommt es zum Eklat zwischen den Teams, weil nicht alle den Ethik-Code unterschrieben. Auf der Tagesordnung hatte der Ausschluss von Relax-GAM Fuenlabrada, Saunier Duval-Prodir, Caisse d’Epargne, Lampre-Fondital und Discovery Channel aus der Organisation gestanden, da die Mannschaften durch die Beschäftigung von in den Dopingskandal Fuentes verwickelter Fahrer gegen den Ethikcode verstoßen hatten. Ein Vertreter eines spanischen Teams soll ausgeführt haben, dass sie nicht Doping betreiben, sondern Medizin nehmen, wie jeder andere Sportler auch, worauf die Vertreter von acht Teams die Sitzung verließen und am 25. Juli 2007 den Mouvement Pour un Cyclisme Crédible gründeten.[146]

## Der Dopingskandal außerhalb des Radsports
Im September 2006 klagte der UCI-Präsident Pat McQuaid über die Beschränkung des Dopingskandals auf den Radsport. Fuentes hatte bereits nach seiner Verhaftung bestätigt, dass die Mehrheit seiner Kunden in anderen Sportarten tätig war. Soweit es McQuaid bekannt war, kämen von den rund 200 betroffenen Sportlern nicht einmal 30 % aus dem Radsport. Dass die nun verdächtigten Fahrer in der kürzeren Vergangenheit nur in vereinzelten Fällen bei Dopingkontrollen aufgefallen waren, erklärte er sich mit der Anwendung nicht nachweisbarer Dopingpraktiken. Der geständige Dopingsünder Jesús Manzano unterstützte McQuaids Vermutungen einige Tage später in einer Sendung des französischen Fernsehsenders France 3.
Er habe während seiner Zeit als aktiver Radprofi viele Sportler bei Fuentes angetroffen. Dazu gehörten Fußballspieler der spanischen Primera División und diverse Leichtathleten. Namentlich nannte er Abel Antón und Martín Fiz, beide ehemalige Marathon-Weltmeister, sowie die Läufer Alberto García und Reyes Estévez, beide ehemalige Europameister über 5000 m bzw. 1500 m. Wie der Polizeireporter der Zeitung El País berichtete, würde sich die nun anlaufende, zweite Etappe der Operación Puerto auf den Fußball und die Leichtathletik konzentrieren.
Die Vermutungen konkretisierten sich mit einem Bericht der französischen Zeitung Le Monde am 7. Dezember 2006. Demnach war das Blatt im Besitz von Dokumenten, die sich in Fuentes’ Wohnsitz auf Gran Canaria befanden und daher während der Razzia im Mai nicht beschlagnahmt worden waren. Diese beinhalteten Trainingspläne der beiden erfolgreichsten Vereine der spanischen Fußballliga, FC Barcelona und Real Madrid, die mit einem aus den sichergestellten Dokumenten bekannten Dopingcode versehen waren. Auch der FC Valencia und Betis Sevilla wurden von Le Monde mit Fuentes in Verbindung gebracht. Die Zusammenarbeit mit ihm sei größtenteils über die Mannschaftsärzte abgelaufen. Die involvierten Vereine dementierten eine Verwicklung.
Es kam zudem heraus, dass Real Sociedad San Sebastián bis zu 327.000 Euro pro Saison an den Mediziner gezahlt hatte. Es wurden auch die Abkürzungen „RSoc“ und „ASTI“, vermutlich Kurzform für Astiazarán, Präsident des Klubs von 2001 bis 2005, in den Fuentes-Unterlagen gefunden. Der Baskenklub verpasste 2002/2003 die Meisterschaft um zwei Punkte. Fuentes bestätigte zwar, auch für spanische Fußballklubs der ersten und zweiten Liga gearbeitet zu haben, wurde aber nicht konkret.

### Die Operación Galgo
Im Dezember 2010 fand der Dopingskandal Fuentes seinen nächsten Höhepunkt. Die Guardia Civil verhaftete im Rahmen der Operación Galgo („Operation Windhund“ – in Anspielung auf Läufe in der Leichtathletik) vierzehn Personen, die unter dem Verdacht standen, Handel mit Dopingpräparaten betrieben zu haben.
Festgenommen wurden neben Eufemiano Fuentes unter anderem seine Schwester Yolanda, die Langstreckenläuferin und Vizepräsidentin des spanischen Leichtathletikverbandes Marta Domínguez, deren Manager José Alonso, die Leichtathletiktrainer César Pérez und Manuel Pascua, der Langstreckenläufer Alberto García sowie der ehemalige Mountainbiker Alberto León.
Mehr als 60 spanische Leichtathleten begrüßten in einer Erklärung das Vorgehen der Justizbehörden und gaben ihrer Hoffnung Ausdruck, dass die Schuldigen bestraft würden. Laut dem Langstreckenläufer Jesús España war das Wirken des Dopingrings ein „offenes Geheimnis“.
Die Crosslauf-Europameisterschaften am 12. Dezember 2010 fanden ohne den Titelverteidiger Alemayehu Bezabeh statt, da dieser laut Medienberichten am 9. Dezember von der Guardia Civil beim Blutdoping auf frischer Tat ertappt worden war. Der spanische Verband strich daraufhin den äthiopischstämmigen Athleten, der von Manuel Pascua trainiert wurde, aus dem Aufgebot. Fuentes und fünf weitere Verdächtige wurden nach Verhören unter Auflagen freigelassen.
Einem Bericht der Zeitung El País vom 12. Dezember zufolge fand man bei den Verdächtigten Hinweise auf Geldwäsche in Steueroasen. Fuentes’ aktueller Kundenkreis ginge über spanische Leichtathleten hinaus. Marta Domínguez beteuerte in einem Interview mit dem Rundfunksender Cadena SER ihre Unschuld und leugnete, dass in ihrem Haus illegale Substanzen gefunden worden seien. José María Odriozola, Präsident des spanischen Leichtathletikverbandes RFEA, bezeichnete sich als „Opfer dieser Affäre“ und erklärte, er würde nicht zurücktreten. Außerdem bestätigte er die Berichte, dass Alemayehu Bezabeh ihm gegenüber eingestanden hätte, beim Blutdoping erwischt worden zu sein.
Am 15. Dezember offenbarte El País, dass einer der während der Operación Puerto sichergestellten Blutbeutel einem ebenfalls beschlagnahmten Dokument mit der Handynummer von Domínguez zugeordnet werden konnte. Dies hätte die Ermittlungsbehörden veranlasst, erneut in Aktion zu treten. Der ehemalige Mountainbiker Alberto León, der zum Kern des Dopingnetzwerkes um Fuentes gehört haben soll, beging am 10. Januar 2011 in seinem Haus nahe Madrid Selbstmord durch Erhängen.
Marta Domínguez wurde vom Vorwurf des Handels mit Dopingmitteln sowie vom Vorwurf einem befreundeten Athleten ohne Lizenz ein Medikament verabreicht zu haben Mitte 2011 entlastet. Die Verfahren in diesen Fällen wurden eingestellt.

## Betroffene Teams und Fahrer
Folgende Personen wurden seit 2006 mit dem Dopingnetzwerk um Fuentes in Verbindung gebracht. Die meisten der verschlüsselten Namen in Fuentes Dokumenten wurden durch die spanische Justiz identifiziert, sind jedoch nur in einigen wenigen Fällen bewiesen worden. Die Zuordnung der Fahrer zu den einzelnen Mannschaften beruht auf dem Stand vom Frühsommer 2006.
- Liberty Seguros-Würth:
  - Michele Scarponi
  - David Etxebarria
  - Joseba Beloki
  - Isidro Nozal
  - Unai Osa
  - Jörg Jaksche
  - Giampaolo Caruso
  - Aitor Osa
  - Allan Davis
  - Alberto Contador
  - Sérgio Paulinho
  - Dariusz Baranowski
  - Ángel Vicioso
  - Marcos Serrano
  - Luis León Sánchez Gil
- Comunidad Valenciana:
  - Vicente Ballester
  - David Bernabéu
  - David Blanco
  - José Adrián Bonilla
  - Juan Gomis
  - Eladio Jiménez
  - David Latasa
  - Rubén Plaza
  - José Luis Martínez Jiménez
  - Manuel Lloret
  - Antonio Olmo
  - David Muñoz
  - Javier Cherro
  - Javier Pascual Rodríguez
  - Javier Pascual Llorente
- Phonak Hearing Systems:
  - Santiago Botero
  - José Enrique Gutiérrez
  - José Ignacio Gutiérrez
- Caisse d’Epargne-Illes Balears:
  - Constantino Zaballa
  - Alejandro Valverde
- Saunier Duval-Prodir:
  - Carlos Zárate
  - Koldo Gil
- T-Mobile Team:
  - Jan Ullrich
  - Óscar Sevilla
- Team CSC:
  - Ivan Basso
- Unibet.com:
  - Carlos García Quesada
- 3 Molinos Resort:
  - Jan Hruška
- ag2r Prévoyance:
  - Francisco Mancebo
- Relax-GAM Fuenlabrada:
  - Jesús Hernández
- L.A. Aluminios-Liberty Seguros:
  - Nuno Ribeiro
- Andalucía-Paul Versan:
  - Francisco Cabello
- PSK Whirlpool:
  - René Andrle

Im Frühsommer 2006 waren folgende Fahrer nicht bei einem Team unter Vertrag:
- wegen Dopingsperre:
  - Roberto Heras
  - Aitor González
  - Tyler Hamilton
  - Santiago Pérez
- Karriereende als Radrennfahrer:
  - Igor González de Galdeano
  - Jesús Manzano
  - Ángel Casero